# Norman Whitley
Sir Norman Henry Pownall Whitley, KCB (* 29. Juni 1883 in Chorlton-cum-Hardy; † 12. April 1957 in Kapstadt, Südafrika) war ein britischer Lacrossespieler und Jurist.

## Erfolge
Norman Whitley war bei den Olympischen Spielen 1908 in London Mitglied der britischen Lacrossemannschaft und spielte auf der Position eines Mittelfeldspielers. Neben ihm gehörten außerdem George Alexander, George Buckland, Sydney Hayes, Wilfrid Johnson, Edward Jones, Reginald Martin, Gerald Mason, Johnson Parker-Smith, Hubert Ramsey, Charles Scott und Eric Dutton zum Aufgebot. Nach dem Rückzug der südafrikanischen Mannschaft wurde im Rahmen der Spiele lediglich eine Lacrosse-Partie gespielt, die zwischen dem Gastgeber aus Großbritannien und Kanada ausgetragen wurde. Nach einer 6:2-Halbzeitführung gewannen die Kanadier die Begegnung letztlich mit 14:10, sodass Whitley ebenso wie seine Mannschaftskameraden die Silbermedaille erhielt.
Whitley besuchte das Emmanuel College in Cambridge, für das er ebenfalls im Lacrosse aktiv war. Neben Spielen für England bestritt er auch zahlreiche Partien auf County-Ebene für Lancashire und nahm mehrfach an den zur damaligen Zeit prestigereichen Begegnungen The North gegen The South teil.
Nach seinem Studium wurde er 1907 in die Anwaltskammer von Inner Temple berufen und war bis zu Beginn des Ersten Weltkriegs im Northern Circuit tätig. Zu Kriegsbeginn trat er zunächst dem Manchester Regiment als Mannschaftsdienstgrad bei, ehe er in die Offiziersränge erhoben wurde und zum Major aufstieg. Er diente viele Jahre im fernen Osten und wurde unter anderem mit dem Military Cross ausgezeichnet. 1920 verließ er die Armee und bekleidete mehrere wichtige Justizposten im Osten. Von 1937 bis zu seinem Ruhestand 1947 war er Chief Justice von Uganda. 1941 wurde er zum Knight Commander des Order of the Bath ernannt.